# Powiat Bélapátfalva
Powiat Bélapátfalva (węg. Bélapátfalvai járás) – jeden z siedmiu powiatów komitatu Heves na Węgrzech. Siedzibą władz jest miasto Bélapátfalva.

## Miejscowości powiatu Bélapátfalva
- Balaton
- Bátor
- Bekölce
- Bélapátfalva
- Bükkszentmárton
- Egerbocs
- Egercsehi
- Hevesaranyos
- Mikófalva
- Mónosbél
- Nagyvisnyó
- Szilvásvárad
- Szúcs